# Błękitna Eskadra

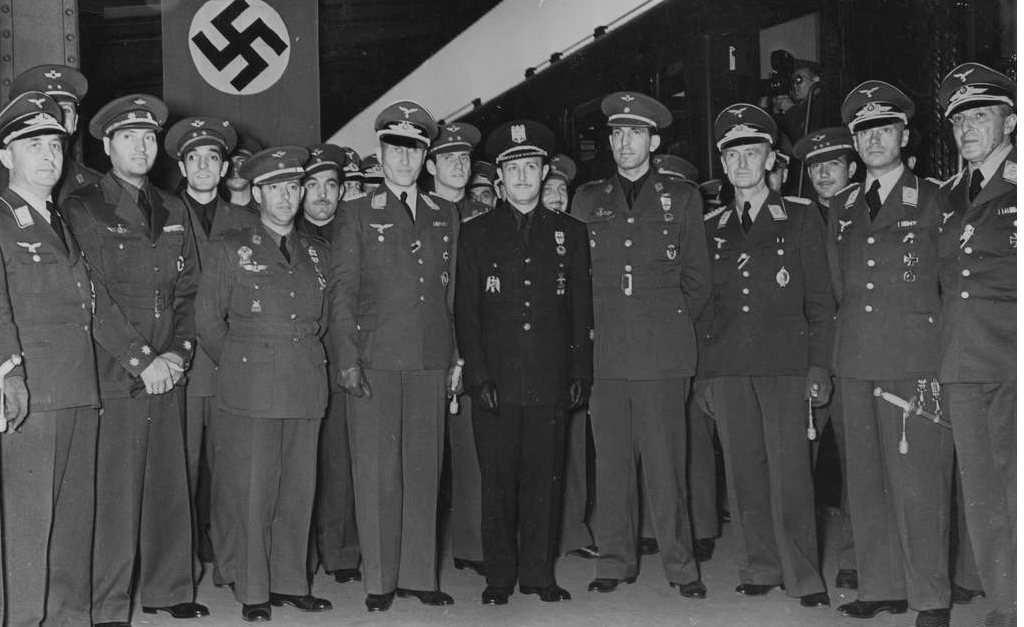
Lotnicy Błękitnej Eskadry podczas spotkania z ambasadorem Hiszpanii w Berlinie, lipiec 1941

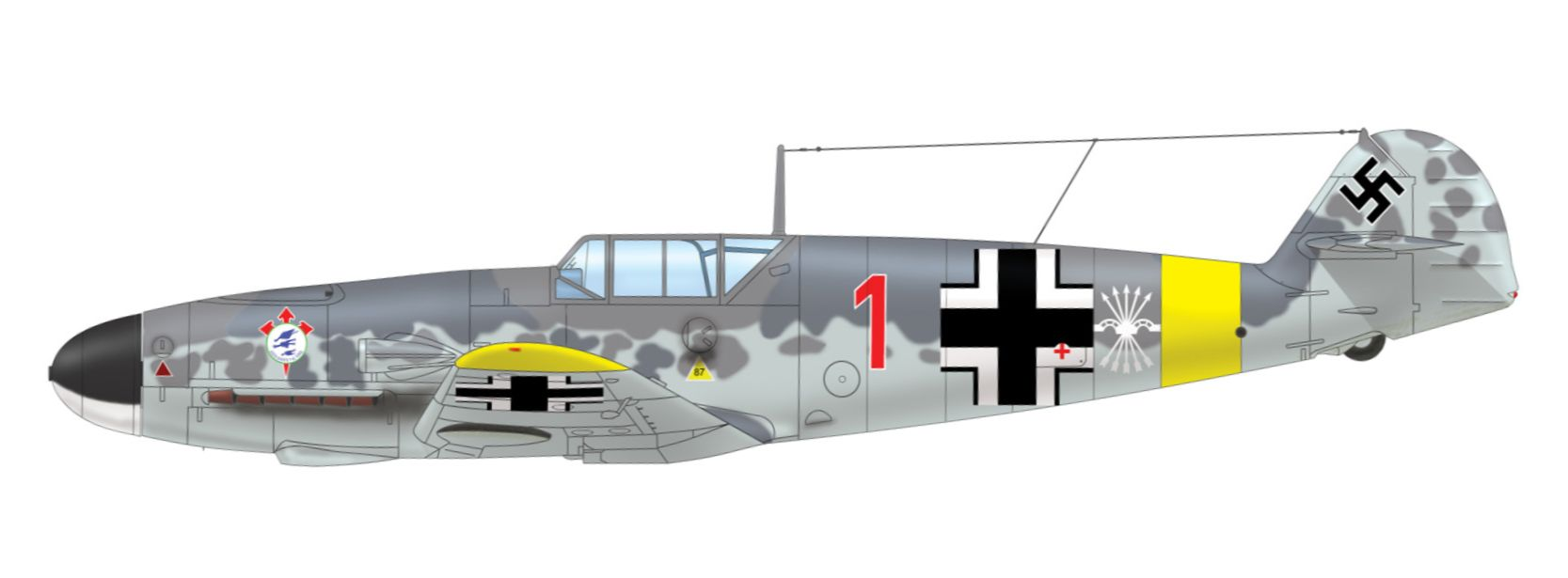
Messerschmitt Bf 109F-2 Błękitnej Eskadry, zima 1942/1943

Błękitna Eskadra (niem. 15º Spanische Staffel, hiszp. Escuadrillas Azules) – ochotnicza jednostka lotnicza Luftwaffe złożona z Hiszpanów podczas II wojny światowej.
Oprócz tzw. Błękitnej Dywizji (w terminologii Wehrmachtu 250 Ochotniczej Dywizji Piechoty) w niemieckich siłach zbrojnych na froncie wschodnim służyli też hiszpańscy lotnicy, zgrupowani w tzw. Błękitnej Eskadrze (w terminologii Luftwaffe 15 Eskadrze Myśliwskiej). Faktycznie było to pięć zmian lotniczych, które działały na zmianę, zastępując jedna drugą. Zgodnie z przyjętym rotacyjnym systemem służby, co kilka miesięcy wymieniany był cały latający personel, a co drugą zmianę również personel naziemny. Każda z eskadr miała własne godło. Niektórzy piloci służyli w dwóch kolejnych eskadrach.

## Pierwsza zmiana
Pierwsza eskadra została utworzona z inicjatywy hiszpańskiego Ministerstwa Lotnictwa 24 lipca 1941 r. w Madrycie. Generał Francisco Franco chciał się odpłacić Niemcom za ich wsparcie lotnicze podczas hiszpańskiej wojny domowej w latach 1936–1939 (patrz: Legion Condor). Dowódcą eskadry został kpt. Ángel Salas Larazzábal. W jej skład wchodziło 17 pilotów. Po przeszkoleniu w 1 myśliwskiej szkole lotniczej w Warneuchen pod Berlinem rozpoczęła ona pod koniec września 1941 r. loty bojowe z lotniska na północ od Smoleńska. Hiszpanie latali na myśliwcach Me 109 E, a następnie Me 109 F oraz kilku bombowcach nurkujących Henschel Hs 123. Eskadra w składzie JG-27 2 Floty Lotniczej wspierała niemiecką ofensywę na Moskwę. 4 października doszło do pierwszego zwycięstwa powietrznego, kiedy mjr A. S. Larazzábal zestrzelił bombowiec Pe-2 i myśliwiec I-16. Następnie Hiszpanie atakowali sowieckie lotnisko i oddziały naziemne w ramach walk pod Wiaźmą i Briańskiem. Eskadrę wycofano z frontu 7 stycznia 1942 r. z 94 misjami bojowymi na koncie (14 sowieckich samolotów zestrzelonych za cenę 5 pilotów zabitych), po czym 13 lutego tego roku powróciła do Państwa Hiszpańskiego.

## Druga zmiana
Dowódcą drugiej eskadry był kpt. Julio Salvador Díaz-Benjumea. Liczyła ona 19 pilotów. Została sformowana 6 lutego 1942 r. w Morón de la Frontera. Od 8 marca prowadziła działania bojowe z lotniska w Orle. Wchodziła w skład JG-51 „Mölders”. Hiszpanie latali na myśliwcach Me 109 F. Mieli też kilka samolotów transportowych Junkers Ju 52. Wspierali wojska niemieckie podczas walk pod Woroneżem, a następnie podczas ofensywy na Stalingrad. W listopadzie zostali wycofani z frontu. Wykonali ogółem 117 misji bojowych, uzyskując 6 potwierdzonych i 4 prawdopodobne zwycięstwa powietrzne. Straty wyniosły 2 lotników i 1 żołnierz z obsługi naziemnej.

## Trzecia zmiana
Na czele trzeciej eskadry stał kpt. Carlos Ferrándiz Arjonilla. Liczyła, podobnie jak poprzednia zmiana, 19 pilotów. Utworzono ją 1 września 1942 r. w Sewilli. 23 października została przeniesiona do Saint Jean d'Angely, gdzie przeszła przeszkolenie, po czym dostała myśliwce Me 109 F. Od 30 listopada wykonywała misje bojowe z lotniska w Orle w składzie JG-51. Pod koniec lutego 1943 r. została przezbrojona na myśliwce Focke-Wulf Fw 190. Działała w rejonie Rżewa i Smoleńska. Wykonała łącznie 112 misji bojowych, tracąc 5 pilotów. Odniosła 16 potwierdzonych zwycięstw powietrznych.

## Czwarta zmiana
Dowódcą był kpt. Mariano Cuadra Medina. W jej skład wchodziło 20 pilotów. Została utworzona 2 kwietnia 1943 r. w Alcalá de Henares. Po przeszkoleniu w Tuluzie od 4 lipca działała z lotniska na południowy wschód od Rosławia. Wchodziła w skład JG-51. Hiszpanie latali na myśliwcach Fw 190, a następnie Me 109 G. Po kontrofensywie pod Kurskiem osłaniali odwrót wojsk niemieckich na zachód. Pod koniec listopada zostali wycofani z frontu. Wykonali ogółem 277 misji bojowych (7 pilotów zginęło).

## Piąta zmiana
Dowództwo sprawował kpt. Javier Murcia Rubio. Liczyła także 20 pilotów. Sformowano ją 26 października 1943 r. w Alcalá de Henares. Po przeszkoleniu w  Saint Jean d'Angely pod koniec listopada, dostała myśliwce Me 109 G. Jednakże po wycofaniu Błękitnej Dywizji do Hiszpanii pod koniec na przełomie października/listopada, eskadra trafiła na front wschodni jedynie na 6 dni, wchodząc w skład JG-51. Pomimo tego zdołano osiągnąć 6 zwycięstw powietrznych za cenę 1 pilota zabitego. Następnie przeniesiono ją do Niemiec. Przebywała tam do końca marca 1944 r., nie biorąc udziału w walkach z lotnictwem alianckim. 
Przez wszystkie eskadry przewinęło się łącznie ponad 650 osób – 95 pilotów, a nadto członków personelu naziemnego. Przy stracie 22 pilotów Hiszpanom przypisano zestrzelenie 165 maszyn sowieckich.

## Zwycięstwa powietrzne
- Gonzalo Hevia Álvarez de Quiñones – 12 (2 Ła-5, 2 ŁaGG-3, 1 Jak-9),
- Mariano Cuadra Medina – 10 (6 ŁaGG-3, 2 Ła-5, 1 Ił-2),
- José Ramón Gavilán Ponce de León – 9,
- Fernando Sánchez Arjona Courtoy – 9 (5 Ła-5, 2 ŁaGG-3, 1 Pe-2),
- Ángel Salas Larrazábal – 7,
- Vicente Aldecoa Lecanda – 7 (4 Ła-5, 2 ŁaGG-3),
- Damaso Arango López – 7 (4 Ił-2, 2 Ła-5, 1 ŁaGG-3),
- Luis Azqueta Brunet – 6,
- Bernardo Meneses Orozco – 6,
- Manuel Sánchez-Tabernero de Prada – 6 (2 ŁaGG-3, 1 Ła-5, 3 Ił-2),
- Francisco Valiente Zárraga – 6 (3 Ła-5, 1 Ił-2, 2 Douglas A-20 Boston),
- Lorenzo Lucas Fernández Peña – 6 (3 ŁaGG-3, 1 Ła-5, 2 Ił-2),
- Antonio Aldós – 6,
- Antonio Herrero Alós – 5,
- Fernando Bengoa Cremades – 5,
- José Mateos Recio – 5.